# Гайдамака Наталія Лук'янівна
Наталія Лук'янівна Гайдамака, справжнє прізвище Набока (24 грудня 1952, Київ) — українська письменниця-фантастка, журналістка та літературна працівниця.

## Біографія
Народилась Наталія Набока в Києві у сім'ї вчених-біологів. Ще в школі захопилась літературою, писала невеликі п'єси і казки. Під час навчання в школі вона також опублікувала свої перші твори в газетах «Зірка», «Юный ленинец» та «Піонерська правда». У той же час Наталія Набока захопилась фантастичною літературою, проте спочатку не писала літературні твори у цьому жанрі. Після закінчення школи вступила на філологічний факультет Київського університету, який закінчила в 1975 році. Після закінчення університету працювала в школі, пізніше в дитячому садку. 
Далі працювала редакторкою і перекладачкою у низці видань і журналів. З 1994 року працювала в газеті «Вісті Центральної спілки споживчих товариств України», пізніше перейшла на роботу літературної редакторки до її додатку «Порадниця». Наталія Набока також працювала літературною редакторкою у журналі «Я — перший» і референткою в київському медичному центрі «Істина». У 1980-х роках  Наталія Гайдамака (Набока) брала участь у низці Всесоюзних семінарів молодих письменників-фантастів. У 1991—1995 роках Наталія Гайдамака працювала літературною працівницею у Всесоюзному творчому об'єднанні молодих письменників-фантастів. Також Наталія Гайдамака входила до київського Клубу шанувальників фантастики «Чумацький шлях». Наталія Гайдамака входить до Спілки письменників Росії.

## Літературна творчість
Літературну творчість Наталія Набока розпочала ще у школі, проте писати фантастичні твори розпочала у 1980-х роках. Письменниця відома під псевдонімом «Наталія Гайдамака», який вона взяла за дошлюбним прізвищем своєї матері. Першим опублікованим науково-фантастичним твором письменниці стало оповідання «Тільки три кроки», вперше опубліковане в журналі «Знання та праця» у червні 1988 року. У 1990 році у видавництві «Молодь» виходить перша збірка письменниці «Позначена блискавицею». Переважна більшість творів Наталії Гайдамаки є малими або середніми за об'ємом. У її творах більша увага прикута не до зовнішнього антуражу твору, а до внутрішнього світу героїв твору, вирішенню морально-етичних проблем та завдань героями. У творчості письменниці помітно її бажання викладення змісту твору у формі притчі, та спостерігається своєрідна образністю мови, помітна як у її повісті «Позначена блискавицею», так і у низці оповідань Гайдамаки.

## Переклади
Більшість творів Наталії Гайдамаки перекладені російською мовою.

### Збірки
- 1990 — Позначена блискавицею

### Повісті
- 1990 — Реанімація — XXI
- 1990 — Позначена блискавицею

### Оповідання
- 1988 — Тільки три кроки
- 1988 — Колискова
- 1989 — Хвала провидцям!
- 1990 — Краєвид на чорному тлі
- 1990 — Полонянка
- 1990 — Поклоніння змії
- 2008 — А хто зріже гілку…
- 2008 — Стережіться конвалій!
- 2011 — Чорний кіт у весняних сутінках